# Михаил Кукушкин
Михаил Александрович Кукушкин (на руски: Михаил Александрович Кукушкин) е казахстански тенисист от руски произход.

## Биография
Роден е на 26 декември 1987 във Волгоград, Русия. 

## Кариера
Михаил Кукушкин до 2008 г. играе за родината си Русия.
През 2009 г. Кукушкин минава през квалификациите, за да стигне до Мастърса в Маями Оупън за първи път. Той побеждава в първи кръг Томи Хаас, но после загуби от Дмитрий Турсунов.
През 2010 г. на Купа Дейвис, като тенисист на Казхстан той побеждава Станислас Вавринка.
През януари 2012 г. Кукушкин става първият играч с казахстански паспорт, който стига до четвърти кръг на Откритото първенство на Австралия.

## Кариерна статистика

### ATP финали (1 титли; 4 финала)
|        | П–З | Година | Турнир                | Клас      | Настилка   | Опонент          | Резултат      |
| ------ | --- | ------ | --------------------- | --------- | ---------- | ---------------- | ------------- |
| Победа | 1–0 | 2010   | Санкт Петербург Оупън | 250 серии | Твърда (з) | Михаил Южни      | 6–3, 7–6(7–2) |
| Загуба | 1–1 | 2013   | Купа на Кремъл        | 250 серии | Твърда (з) | Ришар Гаске      | 6–4, 4–6, 4–6 |
| Загуба | 1–2 | 2015   | Сидни Интернешънъл    | 250 серии | Твърда     | Виктор Троицки   | 2–6, 3–6      |
| Загуба | 1–3 | 2019   | Оупън 13              | 250 серии | Твърда (з) | Стефанос Циципас | 5–7, 6–7(5–7) |